# Чемпионат Европы по современному пятиборью 2021
В 2021 году Чемпионат Европы по современному пятиборью прошёл с 5 по 11 июля в Нижнем Новгороде (Россия).

## Медальный зачёт
Страна-хозяйка соревнований 
| Место           | Страна          | Золото | Серебро | Бронза | Всего |
| --------------- | --------------- | ------ | ------- | ------ | ----- |
| 1               | Венгрия         | 3      | 1       | 2      | 6     |
| 2               | Россия          | 1      | 1       | 2      | 4     |
| 3               | Белоруссия      | 1      | 1       | 1      | 3     |
| 4               | Литва           | 1      | 1       | 0      | 2     |
| 5               | Италия          | 1      | 0       | 2      | 3     |
| 6               | Франция         | 0      | 2       | 0      | 2     |
| 7               | Польша          | 0      | 1       | 0      | 1     |
| Всего (7 стран) | Всего (7 стран) | 7      | 7       | 7      | 21    |

## Призёры

### Мужчины
| Дисциплины           | Золото                                            | Золото | Серебро                                        | Серебро | Бронза                                                | Бронза |
| -------------------- | ------------------------------------------------- | ------ | ---------------------------------------------- | ------- | ----------------------------------------------------- | ------ |
| Индивидуальный зачёт | Бенце Кардош                                      | 1476   | Брис Лубе                                      | 1461    | Бенце Деметра                                         | 1456   |
| Командный зачёт      | Венгрия Бенце Кардош Бенце Деметер Рихард Берецки | 4380   | Франция Брис Лубе Пьер Дежарден Кристофер Патт | 4352    | Белоруссия Иван Хамцов Евгений Ароль Артем Евстигнеев | 4288   |
| Эстафета             | Италия Джузеппе Маттиа Паризи Роберто Микели      | 1495   | Белоруссия Ярослав Радзюк Илья Палазков        | 1485    | Россия Кирилл Беляков Александр Лифанов               | 1476   |

### Женщины
| Дисциплины           | Золото                                         | Золото | Серебро                                                      | Серебро | Бронза                                                    | Бронза |
| -------------------- | ---------------------------------------------- | ------ | ------------------------------------------------------------ | ------- | --------------------------------------------------------- | ------ |
| Индивидуальный зачёт | Литва Иева Серапинайте                         | 1376   | Венгрия Бланка Гузи                                          | 1369    | Венгрия Шаролта Шимон                                     | 1361   |
| Командный зачёт      | Венгрия Бланка Гузи Шаролта Шимон Камилла Рети | 4010   | Россия Гульназ Губайдуллина Аделина Ибатуллина Козлова Софья | 3900    | Италия Франческа Тоннетти Аврора Тоннетти Ирен Прамполини | 3845   |
| Эстафета             | Белоруссия Ольга Силкина Анастасия Прокопенко  | 1430   | Польша Марта Кобецка Наталья Доминик                         | 1391    | Россия Ульяна Баташова Анна Буряк                         | 1382   |

### Смешанные
| Дисциплины | Золото                                    | Золото | Серебро                                 | Серебро | Бронза                                   | Бронза |
| ---------- | ----------------------------------------- | ------ | --------------------------------------- | ------- | ---------------------------------------- | ------ |
| Эстафета   | Россия Анастасия Чистякова Кирилл Беляков | 1455   | Литва Иева Серапинайте Юстинас Киндерис | 1436    | Италия Ирен Прамполини Валерио Грасселли | 1409   |